# Set Me Free (canción de The Kinks)
«Set Me Free» es una canción de la banda inglesa The Kinks, escrita por su vocalista y líder Ray Davies. Fue publicada como sencillo en 1965, y junto con "Tired of Waiting for You", es un ejemplo de las primeras canciones de ritmo lento y temática retrospectiva del grupo.
El Lado B del sencillo fue «I Need You», el cual manifiesta el típico sonido crudo de la banda durante aquellos años.

## Posición en listas
| Año  | País           | Lista             | Posición |
| ---- | -------------- | ----------------- | -------- |
| 1965 | Reino Unido    | UK Singles Chart  | 9        |
| 1965 | Canadá         | R.P.M. Play Sheet | 2        |
| 1965 | Países Bajos   | Dutch Top 40      | 12       |
| 1965 | Estados Unidos | Billboard Hot 100 | 23       |